# صفارة إنذار داخل رأسي
صفارة إنذار داخل رأسي، مجموعة نصوص ومقالات من مؤلفات الشاعرة والكاتبة العربية السورية غادة السمان، صدرت في عام 1980، عن منشورات غادة السمان في بيروت، لبنان.